# 洛斯莫拉雷斯
洛斯莫拉雷斯，是西班牙安达卢西亚自治区塞维利亚省的一个市镇。总面积43平方公里，总人口2688人（2001年），人口密度63人/平方公里。